# Karl von Baer
Karl Ernst von Baer (Piibe, 17 febbraio 1792 – Dorpat, 16 novembre 1876) è stato un biologo, geografo e geologo tedesco, considerato il padre dell'embriologia.
È stato uno dei più illustri scienziati baltico-tedeschi, membro dell'Accademia Russa delle Scienze, co-fondatore della Società geografica russa e primo presidente della Società Entomologica Russa.

## Biografia

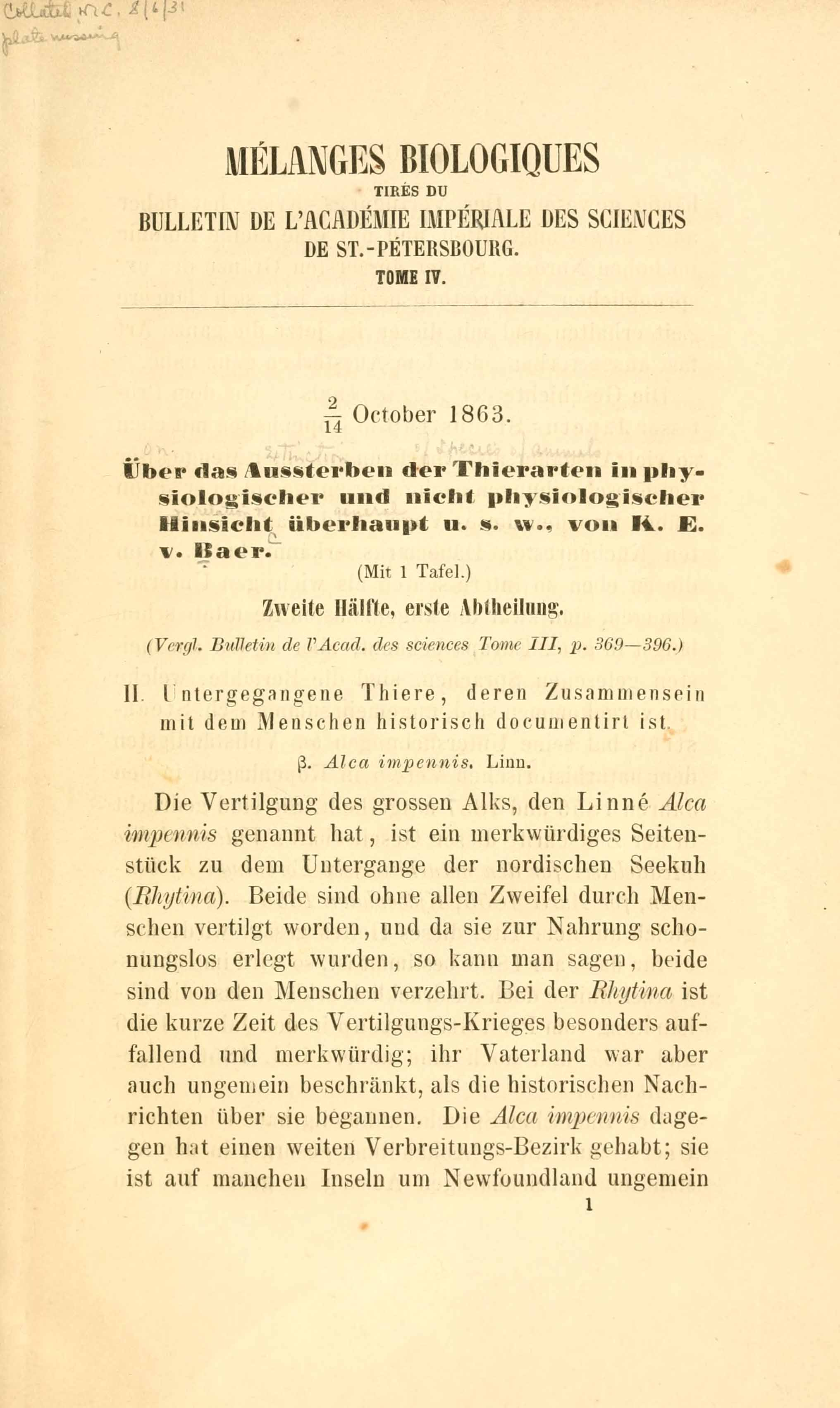
Über das Aussterben der Thierarten in physiologischer und nicht physiologischer Hinsicht überhaupt, 1863

I suoi antenati provenivano dalla Vestfalia. Il giovane von Baer studiò a Reval (Tallinn) e a Dorpat, dopodiché a Berlino, Vienna e Würzburg.  Nel 1817 divenne prof. assistente a Königsberg e nel 1821 insegnò lì zoologia e anatomia.
Nel 1829 fece un viaggio a San Pietroburgo, dove si trasferì definitivamente nel 1834. Ivi ottenne vari titoli accademici.
Si interessò di ittiologia, etnologia, antropologia e geografia.
Studiò particolarmente l'embriologia, dove approfondì la conoscenza di blastula e notocorda. Sulla base di precedenti studi di Caspar Friedrich Wolff, scrisse trattati sull'embriologia comparata arrivando ad accomunare diversi taxon per vari aspetti.
Nel 1828 pubblicò Über Entwicklungsgeschichte der Tiere e vinse, nel 1867, la Medaglia Copley.
Nel 1845 fu fra i membri fondatori della Società geografica russa.
Nel 1861 fu a capo di una spedizione organizzata dalla Società geografica russa e dall'Accademia Russa delle Scienze, per studiare il problema dell'insabbiamento del Mar d'Azov, del quale veniva incolpato il traffico mercantile, e l'idrografia della Depressione del Kuma-Manyč, ancora sconosciuta nel dettaglio, pur avendo notevole importanza geografica, in quanto considerata convenzionalmente il confine tra Europa ed Asia. Baer invitò il naturalista Radde ad aiutarlo, anche se esplorò poi da solo la zona dei fiumi Manyč orientale ed occidentale. La spedizione ebbe successo: si appurò che l'insabbiamento del Mar d'Azov era un fenomeno naturale e non progressivo e che il due fiumi Manyč non avevano le sorgenti in comune, come si pensava.
Il 24 dicembre 1865 divenne socio dell'Accademia delle scienze di Torino.

## Opere
- (DE) Bering i Chirikov, Russkii invalid, nos. 121–123, Sankt-Peterburg, 1849.
- (DE) Über das Aussterben der Thierarten in physiologischer und nicht physiologischer Hinsicht überhaupt, Sankt-Peterburg, 1863.